# Lake Barrine
Der Lake Barrine ist ein mit Wasser gefülltes Maar, der im Osten des Atherton Tableland im Norden von Queensland in Australien liegt. Er befindet sich in der Nähe der kleinen Ortschaft Yungaburra und nahe am Lake Eacham. Der See liegt in einer von Vulkanen geprägten Landschaft, die sich von Cairns und Innisfail bis zur Great Dividing Range hinzieht.

## Entstehung
Der Lake Barrine entstand vor über 17.000 Jahren durch eine Explosion, die ausgelöst wurde, als flüssiges Gestein in Kontakt mit Wasser geriet. Dieser Vorgang erzeugte Dampf, Gas und Druck, der in einer Explosion einen tiefen Krater bildete, der sich später mit Regenwasser füllte.
Die lokalen Aborigines nannten den See Barany.

## Beschreibung
Der Lake Barrine, der im Crater-Lakes-Nationalpark liegt, ist der größte der in diesem Gebiet liegende Kraterseen, und befindet sich auf 730 m über Meereshöhe im Lake-Barrine-Nationalpark. Er hat einen Durchmesser von etwa einem Kilometer und einen Umfang von 4,5 km mit einer durchschnittlichen Tiefe von 65 m. Kein Fluss oder Quelle speist das kristallklare Wasser des Sees und während der Regenzeit fließt überschüssiges Wasser in einem kleinen Bach ab, der anschließend in den Toohey Creek einmündet, einen Nebenfluss des Mulgrave River.

## Touristische Informationen
Der See ist über den Gillies Highway erreichbar. Es gibt Wanderwege um den See und auch ein Angebot von Bootstouren. Baulichkeiten am See sind vorhanden, wie ein Picknickplatz,  Kiosk und  Teehaus, das 1926 gebaut wurde. Erholungssuchende nutzen den See zum Schwimmen oder zur Vogelbeobachtung. Camping am See ist nicht erlaubt und einheimische Tiere sind im Lake-Barrine-Nationalpark geschützt.
Die den See umgebendes Regenwälder beherbergen den Giant Kauri (Agathis microstachya), Toona ciliata und Schefflera actinophylla. In dem Seegebiet befindet sich die östliche Australische Wasseragame, Aale, Sawshell-Schildkröte, Australischer Amethystpython (Morelia kinghorni), Elsterscharbe, Schwarzente, Gelbfußpfeifgans, Blässhuhn, Keilschwanzmilan, Brahmanenmilan, Schwarzmilan, Weißbauch-Seeadler und Papuateichhuhn.